# Gabriel Rosenstock

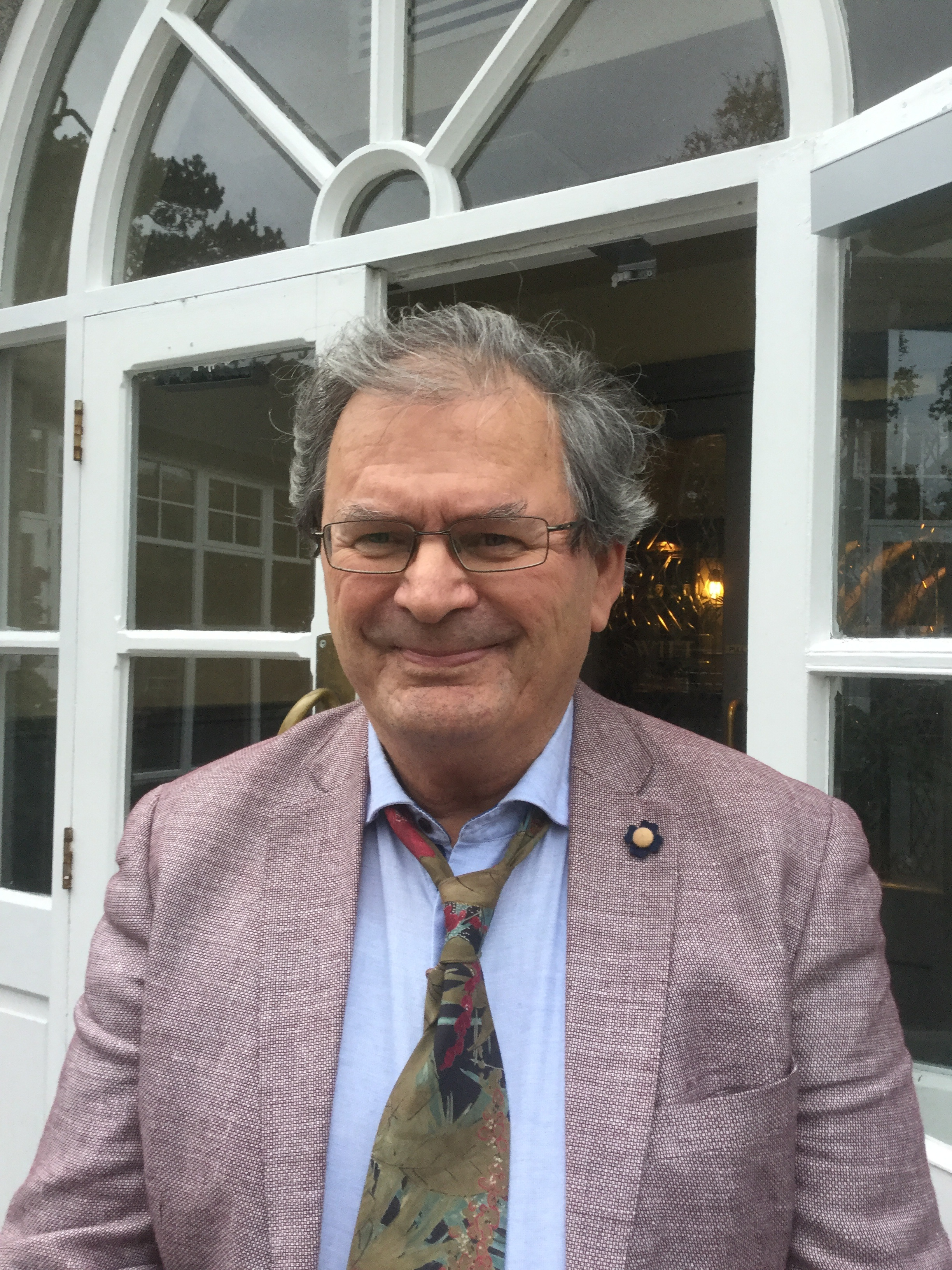
Gabriel Rosenstock

Gabriel Rosenstock (* 1949 in Kilfinane, County Limerick) ist ein irischer Dichter, Prosaautor und Journalist.

## Leben
Gabriel Rosenstock wurde in Kilfinane im County Limerick geboren. Sein Vater war ein deutscher Arzt aus Schleswig-Holstein, seine Mutter stammt aus Galway und war dort Krankenschwester. Rosenstock war das dritte von sechs Kindern. Nach Schulabschluss studierte er am University College in Cork. Dort war er Mitglied einer Dichtergruppe, aus der auch andere Mitglieder, beispielsweise Nuala Ní Dhomhnaill, literarischen Erfolg hatten.
Er ist Mitglied der Aosdána und arbeitet für RTÉ, für die irischsprachige Zeitung Anois und für Gúm, Teil des Unternehmens Foras na Gaeilge. Rosenstock schreibt in erster Linie Lyrik, verfasst gelegentlich aber auch dramatische und epische Texte. Außerdem arbeitet er als Übersetzer. Rosenstocks Bücher sind häufig auf Irisch verfasst.
Gabriel Rosenstock lebt und arbeitet in Dublin.

## Politische Einstellungen
Im Oktober 2024 gehörte Rosenstock zu den Unterzeichnern eines Aufrufs zum Boykott israelischer Kulturinstitutionen, „die an der überwältigenden Unterdrückung der Palästinenser mitschuldig sind oder diese stillschweigend beobachtet haben“.

## Werke (Auswahl)
Irischsprachige Originalausgaben:
- Eachtraí Krishnamurphy. 2003.
- Ólann mo mhiúil as an nGainséis. 2003. (Reisebuch)
- Krishnamurphy Ambaist. 2004.

Deutschsprachige Ausgaben:
- Ein Archivar großer Taten. Ausgewählte Gedichte. Edition Rugerup, Hörby/Schweden 2007, ISBN 978-91-89034-17-4. (Übertragung aus dem Irischen: Hans-Christian Oeser)